# 大崎電気工業
大崎電気工業株式会社（おおさきでんきこうぎょう）は、東京都品川区に本社を置く計測制御機器の大手メーカーである。東証プライム上場。

## 概要
電力量計を主力製品とする日本の計測制御機器メーカーの1社である。国内の電力量計を取り扱う同業他社には、東光東芝メーターシステムズ、三菱電機、富士電機メーター、北海道計器工業、東北計器工業、中部精機、北陸計器工業、四国計測工業、中国計器工業、埼広エンジニヤリング、九電テクノシステムズ、沖縄電機工業があり、大崎電気工業はこの業界で1位に位置している。
西澤弘祐の個人会社であった弘業製作所が計器用変成器メーカーの大崎工業を吸収合併して設立した会社である。弘業製作所の名称が「興業」製作所と誤認されやすいことから、吸収合併された大崎工業の名称を引き継ぎ、大崎電気工業とした。なお、当初は大崎電機工業の案もあったが、同名の企業がすでに存在していたため、現社名となった。
国内グループ会社8社ならびに海外グループ会社1社を傘下に持つ（連結ベース）。
1960年に創設したハンドボール部は大崎OSOLの名で知られ、日本代表選手を多く輩出している。

## 事業内容
大きく分けて2つの事業領域を持ち、それぞれ「計測制御機器事業」「不動産事業」である。
主力は「計測制御機器事業」であり、とりわけ電力量計が主力製品。スマートグリッド、スマートシティの認知度が上がるとともに、国内での電力不足なども手伝ってスマートメーターと呼ばれる電力量計への注目が高まっている。同社は国内すべての電力会社にスマートメーターを供給している。
「計測制御機器事業」では電力量計以外にも、計器用変成器、デマンドコントロール装置、集中自動検針装置、光通信関連装置、配・分電盤、検針システム機器、計器サービス事業なども手掛ける。
近年は、IoTとアプリ・ポータルを活用した「未来のあり方を創造する」サービスとしてWatch Seriesや「脱・物理鍵」で鍵の運用スタイルを変えるスマートロックOPELOも提供している。
「不動産事業」は所有している不動産の賃貸業務。駐車場や賃貸マンションなどを取り扱う。

## 役員構成
2025年4月1日現在、以下の役員で構成されています。

### 取締役
- 取締役会長・CEO（代表取締役）：渡辺佳英
- 取締役社長執行役員・COO（代表取締役）：渡辺 光康
- 取締役副社長執行役員（代表取締役）：川端 晴幸
- 取締役専務執行役員・グループ経営本部長：上野 隆一
- 取締役（社外）：水野 正望、笠井 伸啓、黒木 彰子

### 監査役
- 常勤監査役：堀 長一郎、長谷川 豊
- 監査役（社外）：北井 久美子、河合 千尋

### 執行役員
- 常務執行役員・グリッドシステム事業部長：太田 毅彦
- 執行役員・ソリューション事業部長：阿部 純
- 執行役員・グリッドシステム事業部副部長 兼 生産統括部長：髙田 俊明
- 執行役員・コーポレート本部長：高橋 浩司
- 執行役員・コーポレート本部副本部長 兼 経理部長：畠山 広行
- 執行役員・ソリューション事業部副部長 兼 事業統括部長：小野 信之
- 執行役員・ソリューション事業部副部長 兼 業務統括部長：徳本 法之
- 執行役員・グループ経営本部副本部長 兼 国内戦略部長：大和 哲也

## 主要製品
- 電子式電力量計
- スマートメーター（双方向通信および遠隔制御機能付き電子式電力量計）
- コンパクトEM
- 計器用変成器
- MR64C（集中自動検針システム）
- スーパーマックスFVPi（デマンドコントロール装置）
- Watch Series
- OPELO

## 沿革
- 1916年（大正5年）- 東京都品川区東大崎5-17に西澤弘祐の個人会社「弘業製作所」として創業。電気器具の製造・販売を開始。
- 1937年（昭和12年）
  - 1月 - 株式会社弘業製作所として設立。西澤弘祐、社長に就任。
  - 7月 - 太田栄治郎、社長に就任。
- 1941年（昭和16年）4月 - 計器用変成器製造の大崎工業株式会社を吸収合併。社名を大崎電気工業株式会社と改称。渡邊一二、社長に就任。
- 1945年（昭和20年）3月 - 五反田地区への疎開命令に従い、埼玉県東松山市郊外に土地を取得、松山工場建屋完成。
- 1946年（昭和21年）2月 - 旧陸軍の機械設備払い下げを受け、松山工場に搬入する。
- 1947年（昭和22年）5月 - 五反田工場跡に木造平屋の事務所を開設。五反田第二工場建設。変流器、誘導型電圧調整器を生産。
- 1948年（昭和23年）6月 - 東京都大田区多摩川に蒲田工場完成。
- 1949年（昭和24年）
  - 2月 - 単相2線式積算電力計「OS-1」、型式承認取得。
  - 6月 - 三相3線式積算電力計「OW-1」、型式承認取得。
- 1950年（昭和25年） - 東北、中部、北陸、関西、中国、九州の各電力会社へ積算電力計納入開始。
- 1951年（昭和26年）
  - 4月 - 東京電力へ積算電力計納入開始。
  - 11月 - 渡邊和美、社長に就任。
- 1960年（昭和35年）4月 - ハンドボール男子部創設。
- 1961年（昭和36年）4月 - ハンドボール女子部創設。
- 1962年（昭和37年）1月 - 東京証券取引所2部に上場。
- 1963年（昭和38年）9月 - 埼玉工場操業開始。
- 1969年（昭和44年） - 漏電しゃ断器開発、型式許可取得。
- 1973年（昭和48年）7月 - 岩手工場開設、漏電しゃ断器の生産開始。
- 1980年（昭和55年）10月 - 東京証券取引所1部に上場。
- 1987年（昭和62年）12月 - 東京電力向け高圧電子式電力量計の納入開始。
- 1988年（昭和63年）10月 - 千葉県長柄町に千葉工場を開設。
- 1988年（昭和63年）11月 - 渡邊佳英、社長就任。
- 1991年（平成3年）1月 - 社是、新ロゴマーク「ファインフラワー」使用開始。
- 2000年（平成12年）3月 - ハンドボール女子部を休部。
- 2003年（平成15年） - ASP方式によるデマンド・マネジメント・サービスの提供開始。
  - 6月 - インドネシア大使館より「経済発展協力企業」として表彰受賞。
- 2006年（平成18年）11月 - 連結子会社である大崎エンジニアリング株式会社がジャスダックに上場。
- 2007年（平成19年）11月 - 「外部電源式アイドリングストップ冷暖房システム」が平成19年度地球温暖化防止活動環境大臣表彰を受賞。
- 2009年（平成21年）1月 - 渡邊佳英、会長就任。松井義雄、社長就任。
- 2010年（平成22年）11月 - QCサークル埼玉地区改善事例選抜大会で埼玉県知事賞受賞。
- 2012年（平成24年）4月 - 経済産業省よりBEMSアグリゲータとして採択。
- 2013年（平成25年）4月 - 新ロゴマーク使用開始。
- 2014年（平成26年）6月 - 渡辺光康、社長就任。
- 2017年（平成29年） - Watch Series提供開始。
- 2018年（平成30年） - キーレスエントリーシステムOPELO提供開始。
  - 11月 - 大崎電気ビル1階にオープンイノベーションラボを開設。
- 2022年（令和4年）2月 - 第2大崎電気ビルへ一部本社機能を移行。

## グループ会社一覧
以下は、大崎電気工業株式会社の主要グループ会社一覧である（2025年時点）。
- 株式会社エネゲート - 大阪府大阪市：電力量計・キュービクル等の製造・販売・工事
- Osaki United International Pte. Ltd. - シンガポール：海外事業子会社の持株会社
- EDMI Limited - シンガポール：電力量計および関連機器の開発・製造・販売
- 大崎電気システムズ株式会社 - 東京都品川区：配電盤・分電盤の製造・販売
- 大崎データテック株式会社 - 東京都品川区：検針システムの開発・販売
- 岩手大崎電気株式会社 - 岩手県雫石町：電気機械器具の製造
- 大崎プラテック株式会社 - 埼玉県入間郡：電力量計部品の製造
- 大崎テクノサービス株式会社 - 東京都品川区：電気機械器具の工事およびビルメンテナンス
- 株式会社ラ・クラシン - 東京都品川区：電子機器の開発・生産／販売管理
- 大崎エステート株式会社 - 東京都品川区：不動産賃貸

## 子会社設立・共同出資・企業買収
- 1957年（昭和32年）11月 - 太陽電測工業設立。
- 1960年（昭和35年）7月 - 九州電力との共同出資で福岡県福岡市に九州電機製造（現　九電テクノシステムズ）設立。
- 1961年（昭和36年）6月 - 中部電力および地元企業2社との共同出資で中部精機設立。
- 1963年（昭和38年）10月 - 柳計器による太陽電測工業の吸収合併を受け資本参加、電子部門を引き継ぐ。
- 1964年（昭和39年）12月 - 関西変成器工業に資本参加。
- 1965年（昭和40年）4月 - 東京都港区に日本マーレー設立。
- 1968年（昭和43年）9月 - 東北電力および地元企業2社との共同出資により東北計器工業設立。
- 1977年（昭和52年）7月 - 弘業製作所設立。
- 1978年（昭和53年）11月 - 本郷成型工業（現　大崎プラテック）買収、子会社化。
- 1980年（昭和55年）3月 - 韓国に共同出資にて暁星計電設立。
- 1982年（昭和57年）2月 - インドネシアに共同出資にてPT Metbelosa社設立。
- 1990年（平成2年）
  - 4月 - 大崎エンジニアリング設立。
  - 10月 - アメリカにて合弁会社OSAKI Meter sales社設立。
- 1991年（平成3年）10月 - 大崎エステート設立。
- 1993年（平成5年）
  - 7月 - 合弁会社として天津三達電気を設立。
  - 12月 - 柳計器を買収、子会社化。
- 1997年（平成9年）4月 - 大崎テクノサービス設立。
- 2000年（平成12年）
  - 4月 - 大崎エステート、柳計器を吸収合併。
  - 5月 - 千葉工場を分社独立、大崎電気システムズを設立。
  - 6月 - 岩手工場を分社独立、岩手大崎電気を設立。
- 2001年（平成13年）4月 - 大崎電気システムズが弘業製作所を吸収合併。
- 2002年（平成14年）11月 - アイトロン・データ・テックを買収、大崎データテックと改称。
- 2005年（平成17年）7月 - チェコのZPA CZ社買収発表。（同年12月に中止）
- 2006年（平成18年）
  - 4月 - アメリカのANDevices社へ資本参加。
  - 9月 - スロバキアのApplied Meters社へ資本参加。
  - 11月 - OSAKI America社設立。（OSAKI Meter sales社事業撤退）
- 2007年（平成19年）2月 - 関西電力の子会社であったエネゲートの発行済株式51%取得、子会社化。
- 2008年（平成20年）3月 - 天津三達電気を天津市中環電子信息集団へ持分譲渡。
- 2012年（平成24年）2月 - シンガポールのSMB United Limited社（現　Osaki United International Pte Ltd.）を買収、子会社化。
- 2016年（平成28年）
  - 6月 - 上場子会社であった大崎エンジニアリング株式会社に対して株式公開買付けを実施し、96.02%の株式を取得[5]。
  - 8月 - 株式売渡請求により大崎エンジニアリング株式会社を完全子会社化[6]。
- 2022年（令和4年）9月 - 連結子会社である大崎エンジニアリング株式会社を萩原電気ホールディングス株式会社へ株式譲渡。
- 2023年（令和5年）1月 - 合弁会社である株式会社ラ・クラシンを設立。

## 業務提携・技術供与
- 1964年（昭和39年）
  - 1月 - アメリカのマーレー社からMPブレーカーの製造に関する技術導入。
  - 4月 - インディアン・メーターズ社へ積算電力計製造技術供与、製造権譲渡。
- 1968年（昭和43年）2月 - スイスのランディス・ギア社とリップルコントロール、タイムスイッチ、磁気軸受に関する実施導入契約締結。
- 1973年（昭和48年）3月 - 台湾の士林電機廠に計器用変成器に関する技術供与。
- 1978年（昭和53年）3月 - 韓国の建華電気工業、アルゼンチンのイグナイター社に漏電しゃ断器に関する技術供与。
- 1999年（平成11年）9月 - 日東工業と配・分電盤などの分野において業務提携契約締結。
- 2001年（平成13年）3月 - アメリカのアイトロン社と業務提携。
- 2008年（平成20年）1月 - イギリスのエルスター社と製造販売に関する独占ライセンス契約を締結。
- 2010年（平成22年）5月 - 日立製作所とスマートグリッド関連事業で協力関係を構築することに合意。
- 2015年（平成28年）10月 - エイビットと資本業務提携。
- 2015年（平成28年）11月 - カンボジア王国プノンペンスマートシティ構想において、ミネベアと共同で技術開発を推進。

## オープンイノベーション活動
2018年11月、大崎電気工業はウィルグループおよびテックレジデンスと連携し、オープンイノベーション拠点「NEXT 100teX Lab」において、「住まいの未来を考える」ハッカソンを開催した。このハッカソンでは、スマートメーターを活用した新たなライフスタイルやIoT技術の可能性について議論・提案が行われた。
同プロジェクトには以下のメンバーが関与した。

### 主な関係者
- 小野信之（大崎電気工業株式会社 取締役・新事業推進室長） – チーフプロデューサー。
- 齋藤康平（株式会社みらいリレーションズ 代表取締役）
- 畔上靖（株式会社シー・トゥ・ディ 代表取締役）
- 馬渕浩幸（aiwell株式会社 代表取締役）
- 田崎義人（Next100teX Lab ビジネスプロデューサー）
- 五百蔵直樹（GiFT株式会社 代表取締役）
- 若泉大輔（TECH RESIDENCE 事業提案者・運営者）
- 安孫子崇弘（エネルギーアンドシステムプランニング株式会社 代表取締役）
- 定永達郎（大崎電気工業 新事業推進室、事務局）
- 濱崎聖士（大崎電気工業 新事業推進室、事務局）

### アドバイザー
- 寺野隆雄（東京工業大学名誉教授、筑波大学名誉教授、千葉商科大学客員研究員）

## 提供番組
- TBSラジオ　森本毅郎・スタンバイ!内「今朝のヘッドライン」（4〜5月、10〜11月）

## ハンドボール部創設の経緯
1960年当時の社長であった渡邊和美は、高松宮宣仁親王の随行員として各種スポーツ大会を観戦する機会に恵まれていた。高松宮宣仁親王はハンドボールとの縁が深く、渡邊和美もハンドボールの話を折に触れて聞かされていた。会社組織が整ってくるに従い、福利厚生面の充実を検討している中、高松宮の助言もあってハンドボール部創設へと踏み出すこととなった。創設された男子ハンドボール部は初出場の東京都民大会にて初優勝を飾り、決勝戦には多くの社員が駆けつけ大声援を送った。ダークホースの登場にハンドボール協会や大学の関係者は一様に驚嘆し、高校の指導者からのお祝いや入社案内についての問い合わせが殺到した。なお、優勝を記念して渡邊和美より贈呈されたユニフォームが全身赤色だったことから「赤い軍団」と称され、当時の日本スポーツ界に大きな話題を提供した。

## その他
取締役会長の渡邊佳英は、2003年から2017年にかけて日本ハンドボール協会の会長を務めた。この会社がもととなり財団法人大崎企業スポーツ事業研究助成財団が設立された。
以前は女子ハンドボールチームも持っていた。
スーパーマーケット・アキダイ代表取締役の秋葉弘道が、高校卒業後の約1年間在籍していた。